# Arrhopalites diversus
Arrhopalites diversus är en urinsektsart som beskrevs av Mills 1934. Arrhopalites diversus ingår i släktet Arrhopalites och familjen Arrhopalitidae. Inga underarter finns listade i Catalogue of Life.